# Loveli
Loveli (ラブリ Raburi?,  Matsuyama, Prefectura de Ehime, 27 de noviembre de 1989) es una modelo y tarento japonesa. 

## Biografía
Izumi Shirahama nació el 27 de noviembre de 1989 en la ciudad de Matsuyama, Ehime, hija de padre japonés y madre filipina. Tiene dos hermanos, Ryū y Alan, quien es cantante de J-pop y miembro del grupo Generations from Exile Tribe. Comenzó su carrera trabajando como reportera para Fuji TV en 2010. Loveli también trabajo como instructora de yoga. Posteriormente trabajó como pronosticadora meteorológica para Nippon Television, antes de ser modelo para la revista JJ en 2013.